# Svinotta
Svinotta  är en äldre benämning på mycket tidig morgon och svinottan har nu betydelsen 'obehagligt tidigt på morgonen'. Bondefamiljen fick förr gå upp tidigt när det skulle slaktas på gården. Möjligen är det från ordets användning i denna betydelse som "svin-" har fått en förstärkande betydelse (i till exempel svindyr), men den förstärkande betydelsen skulle också kunna härröra från ordet svinaktig i till exempel svinaktig tur. 